# ألاسان ديابي
ألاسان ديابي (بالفرنسية: Alassane Diaby)‏ هو لاعب كرة قدم فرنسي في مركز قلب الدفاع، ولد في 6 أكتوبر 1995 في سان دوني في فرنسا. لعب مع ليرس.

## وصلات خارجية
- ألاسان ديابي على موقع قاعدة بيانات كرة القدم.إي يو (الإنجليزية)
- ألاسان ديابي على موقع ناشيونال فوتبول تيمز (الإنجليزية)
- ألاسان ديابي على موقع Soccerway.com (الإنجليزية)
- ألاسان ديابي على موقع عالم كرة القدم.نت (الإنجليزية)